# Ernakulam (Distrikt)
Der Distrikt Ernakulam (Malayalam എറണാകുളം ജില്ല) ist ein Distrikt im südindischen Bundesstaat Kerala. Seinen Namen trägt er nach Ernakulam, der Schwesterstadt von Kochi (Cochin). Sitz der Distriktverwaltung ist Kakkanad, ein Vorort von Kochi.

## Geografie

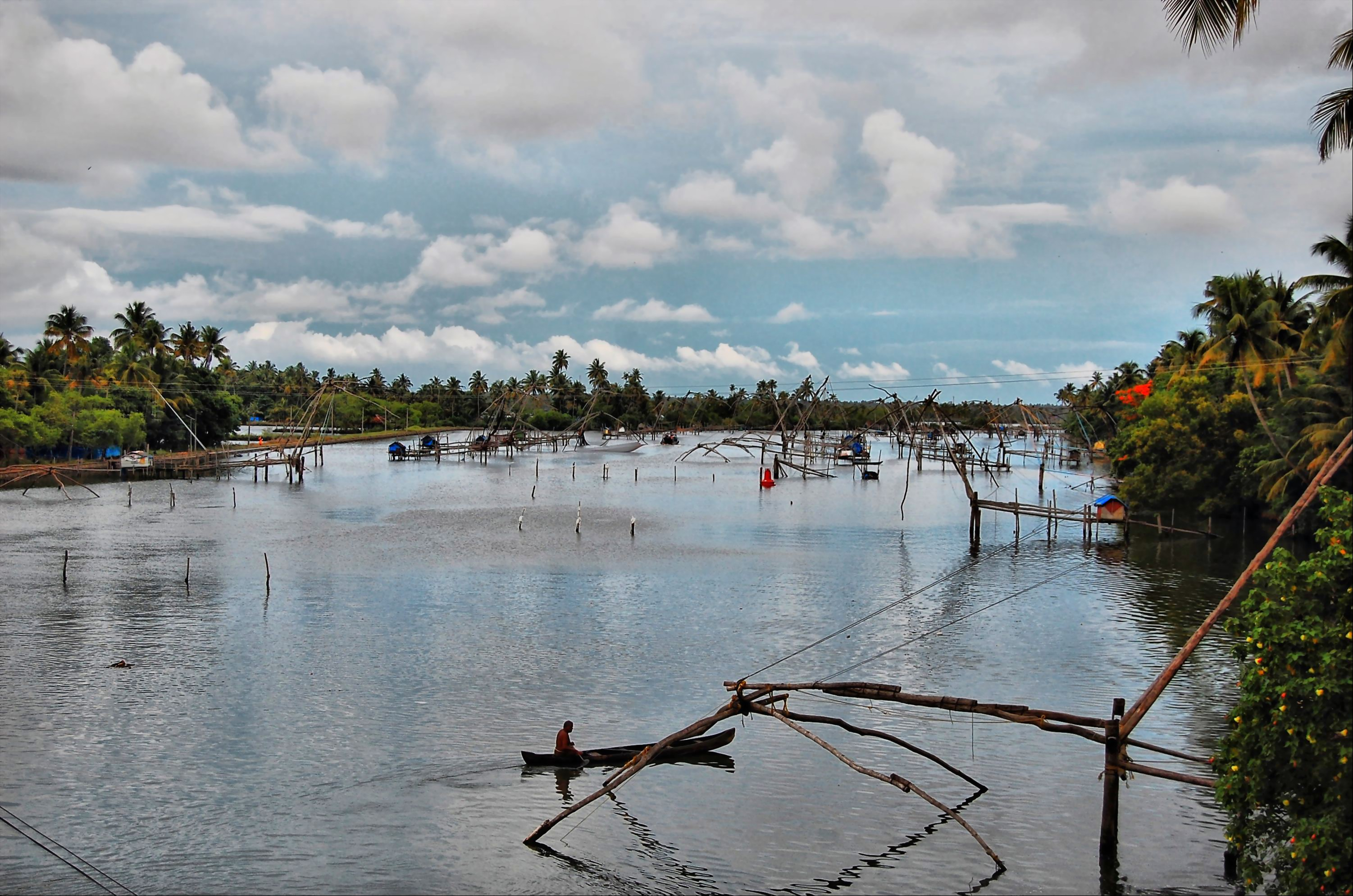
Landschaft in den Backwaters bei Cherai im Distrikt Ernakulam

Der Distrikt Ernakulam liegt in Zentralkerala und hat eine Fläche von 2.950 Quadratkilometern. Er grenzt im Norden an den Distrikt Thrissur, im Osten an den Distrikt Idukki, im Süden an die Distrikte Kottayam und Alappuzha sowie im Westen an das Arabische Meer. Der Distrikt Ernakulam ist in die sieben Taluks Paravur, Aluva, Kothamangalam, Kochi, Kanayannur, Kunnathunad und Muvattupuzha unterteilt.
Das Gebiet des Distrikts Ernakulam umfasst das Hinterland der Malabarküste. Er wird von einem ausgedehnten Wasserstraßennetz aus Seen, Flüssen und Kanälen, den sogenannten Backwaters durchzogen. Zu den Backwaters gehört auch der Vembanad-See, der bei Kochin ins Meer entwässert. Im Osten steigt das Distriktgebiet zu den Westghats hin bis auf eine Höhe von 300 Metern an.

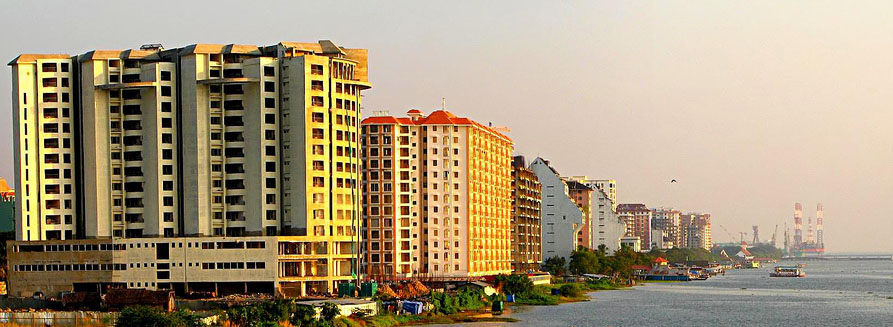
Ernakulam vom Vembanad-See aus gesehen

Größte Stadt des Distrikts ist Kochi (Kochin), zu dem verwaltungsmäßig auch das für den Distrikt namensgebende Ernakulam gehört. Das historische Kochi erstreckt sich über mehrere Landzungen und Inseln zwischen dem Vembanad-See und dem Arabischen Meer, während seine moderne Schwesterstadt Ernakulam auf der gegenüberliegenden Festlandsseite liegt. Gemeinsam mit Ernakulam hat Kochi rund 600.000 Einwohner und ist somit nach der Hauptstadt Thiruvananthapuram die zweitgrößte Stadt Keralas. Der Ballungsraum Kochi ist indes mit 1,5 Millionen Einwohnern die größte Agglomeration des Bundesstaates. Der Sitz der Distriktverwaltung, der Ort Kakkanad, liegt außerhalb der Stadtgrenzen östlich von Kochi/Ernakulam.

## Geschichte

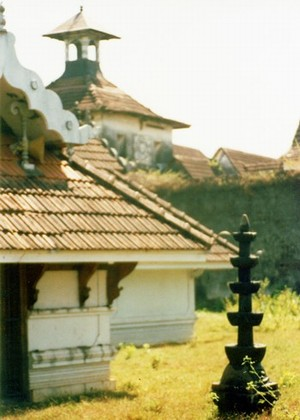
Der sogenannte Dutch Palace war die Residenz der Herrscher von Cochin

Kochi (Cochin) ist bereits seit dem 14. Jahrhundert der bedeutendste Hafen der Malabarküste und wurde 1405 zur Hauptstadt des Königreichs Cochin. Durch die Gründung eines Handelspostens durch die Portugiesen im Jahr 1502 wurde Kochi zum ersten Stützpunkt der europäischen Kolonialmächte in Indien. Der Staat Cochin wurde zu einem portugiesischen, ab 1663 dann zu einem niederländischen Protektorat. Ende des 18. Jahrhunderts kam das Gebiet schließlich unter britischen Einfluss. Während der Zeit Britisch-Indiens war das Königreich Cochin ein nominell unabhängiger Fürstenstaat unter britischer Oberhoheit.
Von dem heutigen Distriktgebiet gehörte der Küstenstreifen im Westen zu Cochin, das Hinterland im Osten zu Travancore, einem zweiten Fürstenstaat. Nach der indischen Unabhängigkeit vereinigten sich Travancore und Cochin zur Föderation Travancore-Cochin und vollzogen 1949 den Anschluss an die Indische Union. Nachdem 1956 der Bundesstaat Kerala entlang der Sprachgrenzen des Malayalam aus Travancore-Cochin und dem Distrikt Malabar des Bundesstaates Madras gegründet worden war, wurde 1958 der Distrikt Ernakulam eingerichtet. 1972 wurde ein Teil des Distrikts Ernakulam dem neugegründeten Distrikt Idukki zugeschlagen.

## Bevölkerung

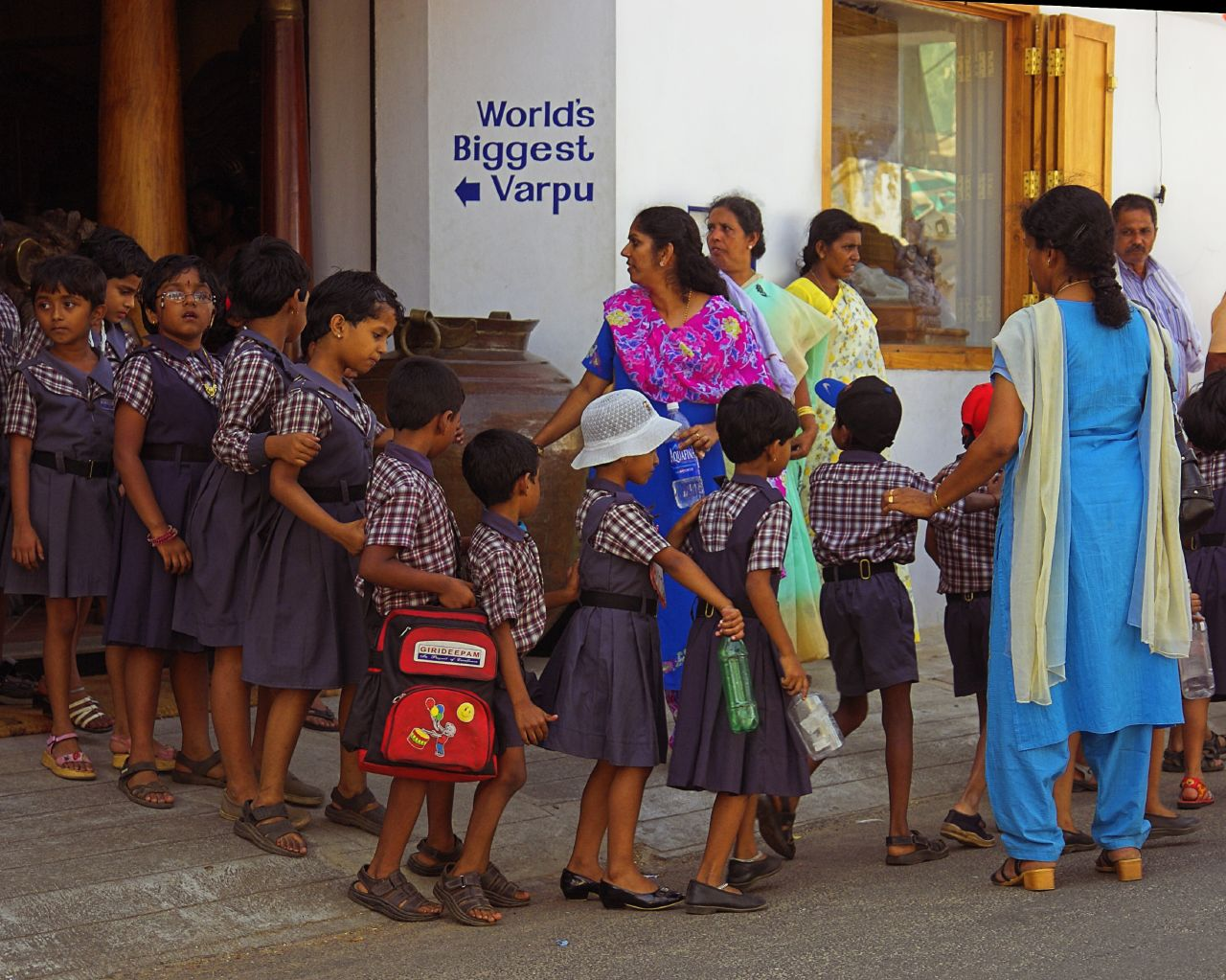
Schulkinder in Kochi

Der Distrikt Ernakulam ist dicht besiedelt. Laut der indischen Volkszählung von 2011 hatte er 3.282.388 Einwohner. Gemessen an der Einwohnerzahl ist er der drittgrößte Distrikt Keralas. Die Bevölkerungsdichte lag 2011 mit 1.072 Einwohnern pro Quadratkilometer noch über dem ohnehin schon hohen Durchschnitt des Bundesstaates (859 Ew./km²). Die Alphabetisierungsquote lag mit 95,9 % etwas über dem Mittelwert Keralas und weit über dem gesamtindischen Durchschnitt (74,04  %).
Die wichtigsten Religionen im Distrikt Ernakulam sind Hinduismus und Christentum. Nach der Volkszählung 2011 waren 46,0 % der Einwohner des Distrikts Hindus, 38,0 % Christen. In absoluten Zahlen gemessen beheimatete der Distrikt Ernakulam mit 1,25 Millionen Christen die größte christliche Population aller indischen Distrikte. Eine Minderheit stellen die Muslime mit 15,7 % der Bevölkerung dar. Eine religiöse Besonderheit des Distrikts ist eine alteingesessene kleine jüdische Gemeinschaft, die sogenannten Cochin-Juden, die aber mittlerweile fast alle nach Israel ausgewandert sind.

## Städte
| Stadt           | Einwohner (2001) |
| --------------- | ---------------- |
| Aluva           | 24.108           |
| Angamaly        | 33.424           |
| Chendamangalam  | 28.133           |
| Chengamanad     | 29.775           |
| Cheranallur     | 26.330           |
| Choornikkara    | 36.998           |
| Chowwara        | 13.603           |
| Edathala        | 67.137           |
| Eloor           | 30.092           |
| Kadamakkudy     | 15.823           |
| Kadungalloor    | 35.451           |
| Kalamassery     | 63.176           |
| Kochi           | 596.473          |
| Kothamangalam   | 37.169           |
| Kottuvally      | 37.884           |
| Kureekkad       | 9.730            |
| Maradu          | 40.993           |
| Mulavukad       | 22.845           |
| Muvattupuzha    | 29.230           |
| Paravur         | 30.056           |
| Perumbavoor     | 26.550           |
| Thiruvankulam   | 21.713           |
| Thirupunnithura | 59.881           |
| Varappuzha      | 24.516           |
| Vazhakkala      | 42.272           |